# Chó dẫn đàn New Zealand
Chó dẫn đàn New Zealand là một giống chó làm việc và chăn gia súc sử dụng sức mạnh thị giác và chuyển động nhanh để kiểm soát cừu. Giống chó này có nguồn góc từ Chó Border Collie, Chó dẫn đàn là một giống chó có lông mạnh mẽ, chân dài. Chúng thường có bộ lông màu đen và trắng, nhưng cũng có thể có màu vàng-nâu.

## Miêu tả
Chó dẫn đàn New Zealand rất ý thức về môi trường xung quanh và có khả năng thích nghi với những chuyển động nhanh có trong tầm nhìn của chúng, tuân thủ các yêu cầu, nhiệm vụ chăn cừu. Những giống chó này được lai tạo và huấn luyện đặc biệt để làm việc trong các trang trại với mục đích dồn cừu thành hình tròn. Chúng là giống chó có kích cỡ từ trung bình đến lớn với bộ lông dài, mịn, thẳng. Chó dẫn đàn New Zealand thường có bộ lông màu đen và trắng, nhưng một số cá thể giống này có thể có lông màu nâu hoặc màu khác. Giống chó này đòi hỏi một môi trường nông nghiệp và thường không được nuôi với mục đích làm vật nuôi trong nhà. Những con chó thuộc giống chó dẫn đàn New Zealand là những con chó cực kỳ thông minh, năng động với bản năng tập hợp đàn vật nuôi; nếu bị bỏ lại một mình quá lâu, chúng có thể cố gắng trốn thoát hoặc "chăn giữ" các động vật nhỏ, thậm chí là cả trẻ em.